# Gare de Carleton
La  gare de Carleton est une gare ferroviaire du Chemin de fer de la Gaspésie (ligne de Matapédia à Gaspé). Elle est située rue de la Gare à Carleton-sur-Mer dans la région Gaspésie–Îles-de-la-Madeleine et la province de Québec au Canada.
Elle est ouverte au service des marchandises. Mais elle est provisoirement fermée au service des voyageurs depuis 2013, en attendant la réouverture de la ligne à ce trafic.

## Situation ferroviaire
Établie à 16 mètres d'altitude, la gare de Carleton est située sur la ligne de Matapédia à Gaspé, entre les gares de Nouvelle, en direction de Matapédia, et New Richmond, en direction du terminus de Gaspé.

## Histoire
La gare de Carleton est mise en service en 1895.

## Service des voyageurs

### Accueil
Elle dispose d'un bâtiment pour l'accueil, fermé depuis l'arrêt des circulations

### Desserte
Le service des voyageurs est suspendu depuis 2013 du fait du mauvais état de la ligne. Les travaux de réhabilitation de la voie sont en cours, la réouverture est prévue en 2025.